# Carles Martí i Jufresa
Carles Martí i Jufresa (Barcelona, 1966), polític i llicenciat en Filosofia.  Entre 2011 i 2015 va ser senador a les Corts Generals espanyoles.

## Biografia
Nascut a Barcelona el 26 d'abril de 1966. Va estudiar al Liceu Francès. Es va afiliar al Partit dels Socialistes de Catalunya l'any 1984. Participà activament en els moviment associatiu estudiantil i juvenil i va adherir a l'Associació de Joves Estudiants de Catalunya on va ser Secretari General de (1985-1988) i seguidament membre del secretariat del Consell de la Joventut d'Espanya (1988-1990). Fou igualment adjunt al vicerector d'estudiants de la Universitat de Barcelona (1988-1990).
Políticament milita a l'agrupació de Sarrià - Sant Gervasi del PSC, on ostentà diversos càrrecs orgànics.
Professionalment va ser primer de tècnic i, després, de director de l'Oficina de Relacions Internacionals de la Universitat de Barcelona (1990-1995). Va rebre el primer Premi Erasmus al millor gestor espanyol del programa (1990-1994).
Entrà durant el mandat electoral de l'any 1995-1999 a l'Ajuntament de Barcelona com assessor tècnic de la Regidoria de Joventut i Dona.
És net de Carles Martí Massagué, qui fou alcalde de Reus (1979 - 1983) i senador a les Corts Generals espanyoles.

## Trajectòria política
A les eleccions municipals de 1999 fou elegit regidor de l'Ajuntament de Barcelona essent del 1999 al 2003 regidor del Districte de Sarrià - Sant Gervasi. Reelegit el 2003 serà regidor del Districte de Ciutat Vella fins al 2007, i des del 2006, cinquè tinent d'alcalde i regidor de Cultura fins al final de mandat.
A les eleccions municipals de 2007, fou reelegit regidor i nomenat primer tinent d'alcalde de l'Ajuntament de Barcelona, càrrec que ocupà des de l'estiu d'aquell any fins al maig de 2010. Va ser destituït per l'alcalde Jordi Hereu arran del fracàs de la consulta sobre la reforma de l'Avinguda Diagonal, en què la participació ciutadana va ser baixa (12,17 % del cens electoral), i l'opció defensada públicament per Hereu només va rebre l'11,88 % dels vots emesos.  El mateix alcalde va qualificar la iniciativa com «una pregunta inadequada en un moment inadequat». En aquell context, Martí va assumir la responsabilitat política pel fracàs de la consulta, es va declarar-ne el màxim responsable i va acceptar la destitució.
A les eleccions generals espanyoles del 2011, fou escollit senador per la coalició Entesa pel Progrés de Catalunya. Va ser portaveu de la comissió constitucional, comissió de Cultura, comissió de Foment, comissió de Reglament.
El 2014, va dimitir com a primer secretari de la Federació del PSC de Barcelona per afavorir la reorganització del partit entorn de la candidatura de Jaume Collboni a l'alcaldia.
El 13 d’agost de 2024, el Govern de la Generalitat va nomenar Carles Martí comissionat per a l’impuls de les polítiques de millorament urbà, ambiental i social dels barris, una figura adscrita al Departament de Territori, Habitatge i Transició Ecològica.